# Matt Hamilton (Curler)
Matthew „Matt“ Hamilton (* 19. Februar 1989 in Madison) ist ein US-amerikanischer Curler. Derzeit spielt er als Second im Team von John Shuster.
Hamilton begann seine internationale Karriere bei der Juniorenweltmeisterschaft 2008, bei der als Lead im Team von Chris Plys spielte und die Goldmedaille gewann. Bei der Juniorenweltmeisterschaft 2009 konnte er mit der Bronzemedaille erneut einen Platz auf dem Podium erringen.
Bei seiner ersten Weltmeisterschaft 2015 spielte er als Second im von John Shuster geführten Team und kam auf den fünften Platz. Im darauffolgenden Jahr kam er mit der amerikanischen Mannschaft um Shuster auf den dritten Platz. Im Spiel um Platz 3 besiegten die Amerikaner Japan mit Skip Yūsuke Morozumi. Bei der Weltmeisterschaft 2017 zog er wieder in das Spiel um Platz 3 ein, verlor aber gegen das Schweizer Team um Peter de Cruz.
Bei den US-amerikanischen Meisterschaften gewann er 2015 und 2017 die Goldmedaille und 2014 (mit Skip Craig Brown) und 2016 die Silbermedaille.
Hamilton gewann im November 2017 mit dem Team von John Shuster die amerikanischen Olympic Team Trials und nahm mit Shuster, Tyler George (Third) und John Landsteiner (Lead) für die USA an den Olympischen Winterspielen 2018 in Pyeongchang teil. Beim Turnier der Herren zogen die Amerikaner nach fünf Siegen und vier Niederlagen in der Round Robin in die Finalrunde ein. Im Halbfinale besiegten sie Kanada mit Skip Kevin Koe; im Finale schlugen sie Schweden mit Skip Niklas Edin mit 10:7 und gewannen die Goldmedaille.
Im Dezember 2017 gewann er außerdem zusammen mit seiner Schwester Becca Hamilton die Olympic Team Trials für den Mixed-Doubles-Wettbewerb, der 2018 zum ersten Mal olympische Disziplin war. Die beiden belegten in Pyeongchang nach zwei Siegen und fünf Niederlagen in der Round Robin den siebten Platz. Nach dem positiven Dopingbefund bei Alexander Kruschelnizki und der Disqualifikation des Teams Olympic Athletes from Russia rückten sie auf den sechsten Platz vor.
Bei den Olympischen Winterspielen 2022 in Peking trat Hamilton erneut für das Team USA im Curling-Turnier der Herren an, dabei ersetzte im Vergleich zu 2018 Christopher Plys Tyler George als Third. Die Round Robin beendete das Team um Skip John Shuster mit 5 Siegen und 4 Niederlagen auf Platz 4. Das Halbfinale verloren sie mit 4:8 gegen Großbritannien mit Skip Bruce Mouat und trafen im Spiel um Platz 3 auf Kanada, welches sie jedoch mit 5:8 verloren und somit das Turnier als Vierte beendeten.